# Big Think
Big Think est un site web qui propose des interviews, des présentations multimédias et des tables rondes avec des intervenants de différents domaines.
Le concept de Big Think, qui a été décrit comme le « YouTube » des idées par Ari Melber, a d'abord été développé par Victoria Brown (cofondateur et chef de la direction) et Peter Hopkins (cofondateur et président).

## Description
Les deux cofondateurs se sont rencontrés en 2006 alors qu'ils travaillaient sur la chaîne publique PBS sur l'émission-débat de Charlie Rose. Parmi les investisseurs initiaux du projet on retrouve Peter Thiel de PayPal, Tom Scott (en) de Nantucket Nectars (en), le producteur de télévision Gary David Goldberg, l'investisseur chef de file et investisseur en capital de risque David Frankel et l'ancien président de l'université Harvard, Lawrence Summers,,.
En mars 2016, le site proposait plus de 50 000 vidéos et articles sur différents sujets.